# 30 км (роз'їзд)
30 км — роз'їзд Кримської дирекції Придніпровської залізниці на неелектрифікованій лінії Джанкой — Владиславівка між станціями Азовська (9 км) та Нижньогірська (11 км). Розташований в селі Михайлівка Білогірського району Автономної Республіки Крим.

## Пасажирське сполучення
На роз'їзді 30 км зупиняються приміські поїзди сполученням:
- Феодосія — Сімферополь;
- Армянськ — Феодосія;
- Джанкой — Феодосія / Керч.